# Base militare di Khe Sanh
La base militare di Khe Sanh fu una base militare statunitense del corpo dei marines, sita nei pressi della città di Khe Sanh, nella provincia di Quang Tri nel Vietnam del sud, attiva dal 1962 al 1972 durante la guerra del Vietnam.

## La costruzione

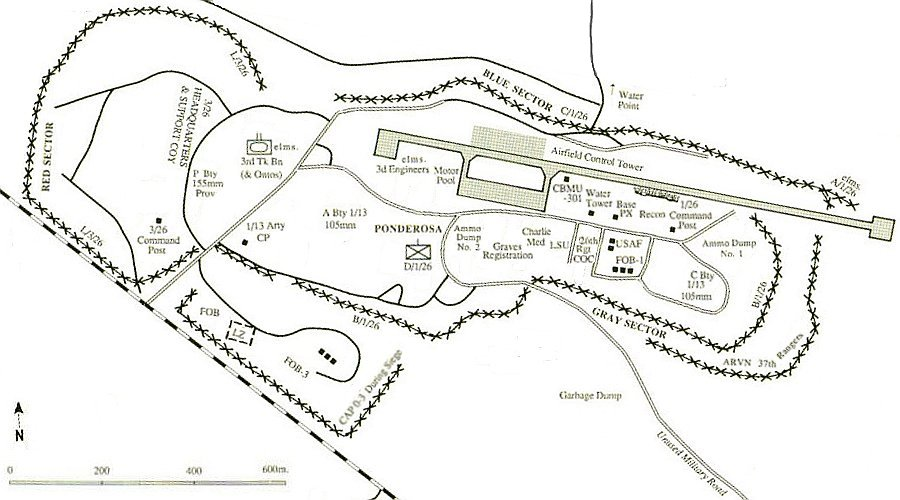
Mappa della base militare di Khe Sanh

La pista d'atterraggio venne costruita nel settembre del 1962 ed i combattimenti intorno alla base iniziarono alla fine di aprile del 1967, esplodendo l'anno successivo durante l'assedio di Khe Sanh. L'alto comando americano temette che l'esercito nordvietnamita potesse ripetere la vittoria ottenuta dal Viet Minh contro i francesi nella battaglia di Dien Bien Phu, durante la guerra d'Indocina, ma questo non avvenne e la guarnigione di stanza nella base riuscì a resistere. L'assedio della base divenne uno dei più grandi della guerra e catalizzò l'attenzione dei media, insieme alle diverse fasi dell'offensiva del Têt.

## L'abbandono e la riattivazione
Il 5 luglio 1968 la base di Khe Sanh venne abbandonata, considerata dall'esercito americano troppo vulnerabile al tiro dell'artiglieria nemica. Tuttavia, la chiusura della base consentì alla 3ª divisione marine di installare basi di fuoco di supporto per le operazioni di fanteria lungo il confine settentrionale.
Nel 1971, la base venne riattivata allo scopo di creare un sostegno durante l'operazione Lam Son 719, ossia l'incursione dell'esercito sud vietnamita nel Laos per interrompere i trasporti nel sentiero di Ho Chi Minh, venendo abbandonata definitivamente nel 1972. Nel marzo del 1973 i funzionari americani a Saigon riferirono che le truppe nord vietnamite avevano ricostruito la pista di atterraggio, utilizzandola per i voli nel Vietnam del sud.

## Turismo

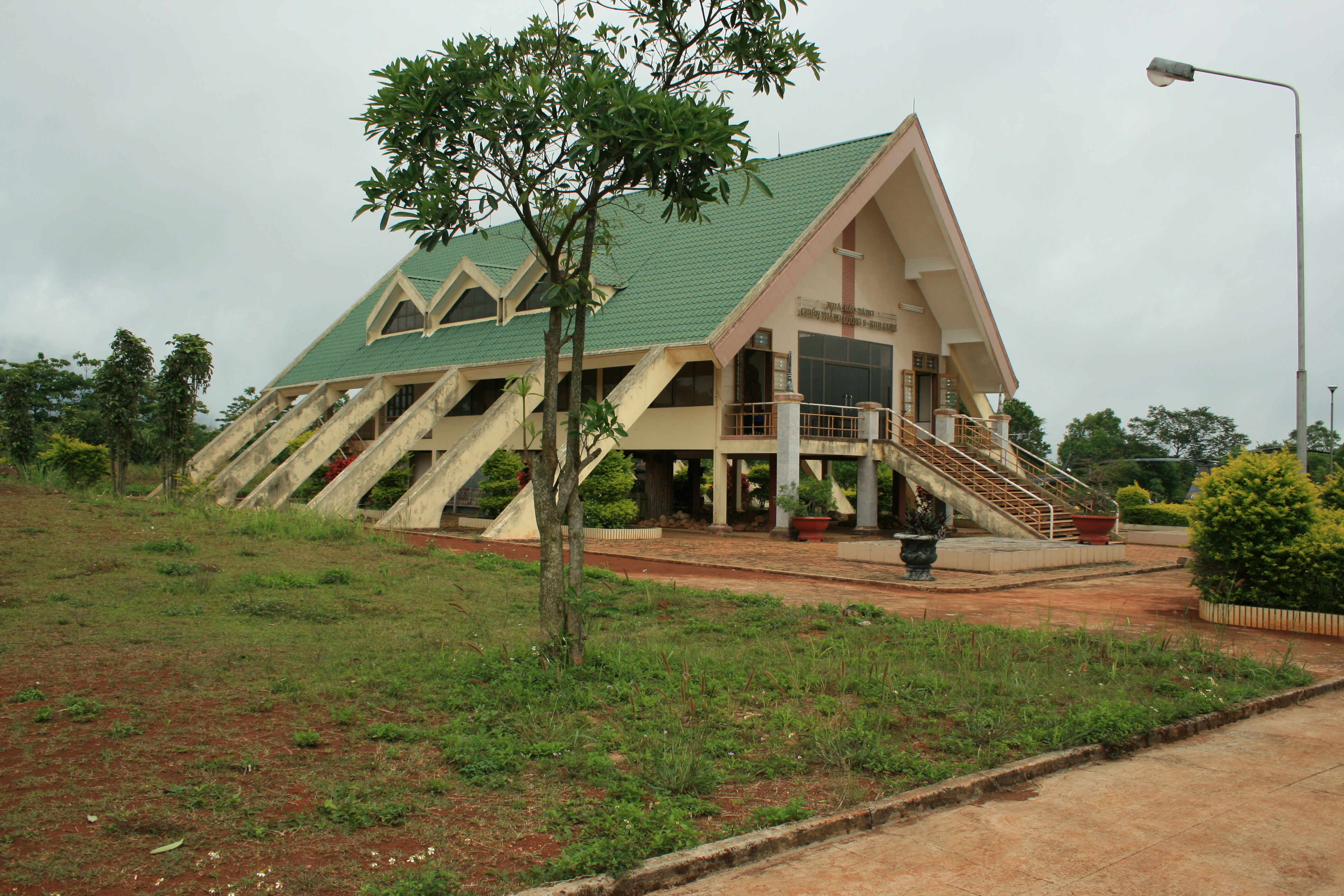
Il museo della base di Khe Sanh

Dal 2009 la base di Khe Sanh è divenuta un museo dove sono esposti cimeli della guerra, nonostante la maggior parte della sua area sia ora ricoperta da piante naturali, caffè e banane.

La base può essere visitata come destinazione turistica, attraverso la zona smilitarizzata, partendo dalla città di Huế; oltre al museo si possono osservare elicotteri abbandonati, bunker restaurati e la parte restante della pista di atterraggio non ancora invasa dalla vegetazione.